# Joviânia
Joviânia är en kommun i Brasilien.   Den ligger i delstaten Goiás, i den sydöstra delen av landet, 280 km sydväst om huvudstaden Brasília. Antalet invånare är 7 108.
Omgivningarna runt Joviânia är en mosaik av jordbruksmark och naturlig växtlighet. Runt Joviânia är det glesbefolkat, med 14 invånare per kvadratkilometer.